# Хигасимацусима
Хигасимацусима (яп. 東松島市 Хигасимацусима-си) — город в Японии, находящийся в префектуре Мияги. Площадь города составляет 101,86 км², население — 40 142 человека (31 июля 2014), плотность населения — 394,09 чел./км².

## Географическое положение
Город расположен на острове Хонсю в префектуре Мияги региона Тохоку. С ним граничат город Исиномаки и посёлки Мисато, Мацусима.

## Население
Население города составляет 40 142 человека (31 июля 2014), а плотность — 394,09 чел./км². Изменение численности населения с 1980 по 2005 годы:
| 1980 | 36 865 чел. |  |
| 1985 | 39 280 чел. |  |
| 1990 | 40 424 чел. |  |
| 1995 | 42 778 чел. |  |
| 2000 | 43 180 чел. |  |
| 2005 | 43 235 чел. |  |

Во время цунами 2011 года погибло не менее 1039 человек.

## Символика
Деревом города считается сосна, цветком — цветок сакуры.